# Datorspelsåret 2015

## Händelser

### Januari
- 4-10 januari - Speed Demos Archive anordnar sitt femte AGDQ-maraton, (Awesome Games Done Quick), och drar in över en och en halv miljon amerikanska dollar till Prevent Cancer Foundation.
- 8 januari - Zombie Studios läggs ned i samband med att ägarna går i pension.[1]
- 23-25 januari - PAX South 2015 hålls i Henry B. Gonzalez Convention Center i San Antonio i Texas.
- 30 januari - Sega fortsätter sina personalnedskärningar i västvärlden för att fokusera på mobilspel och onlinespel till persondatorer.[2]

### Februari

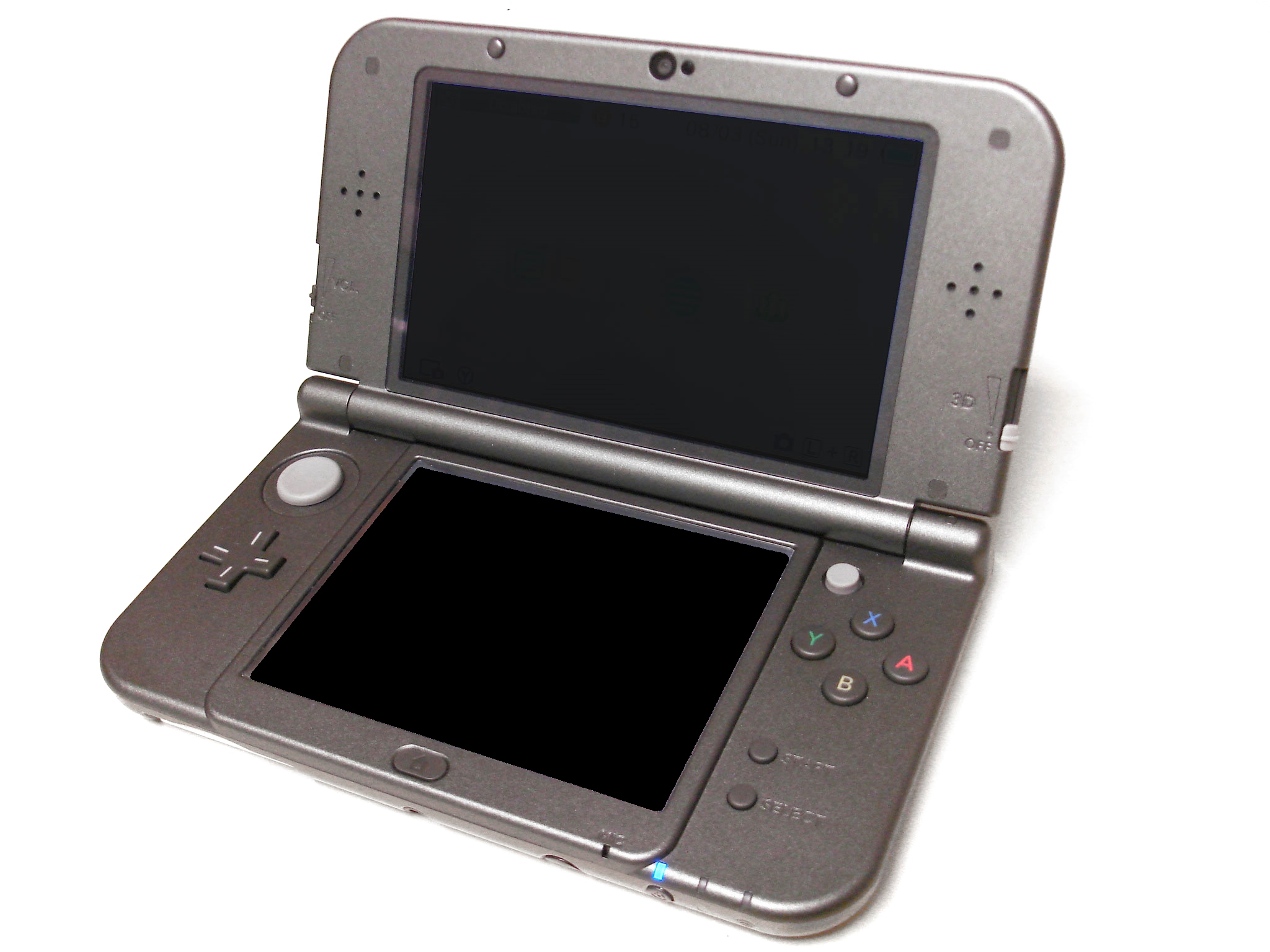
New Nintendo 3DS XL.

- 13 februari - New Nintendo 3DS och New Nintendo 3DS XL lanseras i Europa. New Nintendo 3DS XL lanseras i Nordamerika.[3]
- 19 februari - Sega Networks förvärvar Demiurge Studios[4]
- 20 februari - Nepro förvärvar Tri-Ace[5]

### Mars
- 2-6 mars - Game Developers Conference 2015 hålls i San Francisco.
- 4 mars - Electronic Arts stänger igen Maxisstudion i Emeryville.[6]
- 6-8 mars - PAX East 2015 hålls i Boston Convention and Exhibition Center i Boston.
- 17 mars - Nintendo of Japan meddelar att man tillsammans med Dena planerar utveckla mobilspel.[7]
- 23 mars - Raven Software firar 25-årsjubileum.[8]

### April
- 1 april - Bandai Namco Games byter namn till Bandai Namco Entertainment.[9]
- 15 april - 2K Australia läggs ned.[10]
- 27 april - Konami avregistreras från New York-börsen.[11]

### Maj
- 1 maj - New Nintendo 3DS XL lanseras i Sydkorea.[12]
- 12 maj - Gree, Inc. stänger ned sin studio i Vancouver i Kanada.[13]
- 13 maj - Imageepoch och systerbolaget Smile Online Games ansöker om konkurs efter en skuld på 1,11 miljarder yen respektive 3 miljoner yen.[14]
- 22 maj - Bioware firar 20-årsjubileum.[15]

### Juni
- 16-18 juni - E3 2015 i Los Angeles Convention Center i Los Angeles.[16]

### Juli
- 11 juli - Nintendos VD Satoru Iwata avlider i cancer. Iwata var företagets verkställande direktör under åren 2002-2015. Shigeru Miyamoto och Genyo Takedo tar tillfälligt över Iwatas uppgifter tills en efterträdare utsetts.[17]

### Augusti
- 5-9 augusti - Gamescom 2015 i Köln.

### September
- 17-20 september - Tokyo Game Show 2015 i Makuhari Messe i Tokyo.[18]

### December
- 5-6 december - Playstation Experience 2015 i San Francisco.[19]
- 30 december - Det meddelas att dataspelsbranschen i Sverige blir alltmer framgångsrik, och under 2015 omsatt över tio miljarder svenska kronor, jämfört med nio miljarder svenska kronor under 2014.[20]

## Planerade spelsläpp

### Januari–mars
| Månad           | Dag | Titel                                                      | Plattform(ar)            | Källa         |
| J A N U A R I   | 2   | Captain Toad: Treasure Tracker                             | Wii U                    | [ 21 ]        |
| J A N U A R I   | 3   | Captain Toad: Treasure Tracker                             | Wii U                    | [ 22 ]        |
| J A N U A R I   | 12  | Sunrider Academy                                           | Win, Lin, Mac            | [ 23 ]        |
| J A N U A R I   | 13  | Atelier Ayesha Plus: The Alchemist of Dusk                 | PS Vita                  | [ 24 ]        |
| J A N U A R I   | 14  | Atelier Ayesha Plus: The Alchemist of Dusk                 | PS Vita                  | [ 25 ]        |
| J A N U A R I   | 15  | Diabolik Lovers More, Blood Limited V Edition              | PS Vita                  | [ 26 ]        |
| J A N U A R I   | 20  | The Book of Unwritten Tales 2                              | Win, Mac, Lin            | [ 27 ]        |
| J A N U A R I   | 20  | Citizens of Earth                                          | Win                      | [ 28 ]        |
| J A N U A R I   | 20  | Citizens of Earth                                          | PS4, PS Vita, Wii U, 3DS | [ 28 ]        |
| J A N U A R I   | 20  | Saints Row: Gat out of Hell                                | Win, PS3, PS4, X360, XBO | [ 29 ]        |
| J A N U A R I   | 20  | Saints Row IV: Re-Elected                                  | PS4, XBO                 | [ 29 ]        |
| J A N U A R I   | 21  | Citizens of Earth                                          | PS4, PS Vita             | [ 28 ]        |
| J A N U A R I   | 21  | Huniepop                                                   | Win, Lin, Mac            | [ 30 ]        |
| J A N U A R I   | 22  | Citizens of Earth                                          | Wii U, 3DS               | [ 28 ]        |
| J A N U A R I   | 22  | Kaleidoeve                                                 | PSP, PS Vita             | [ 31 ] [ 32 ] |
| J A N U A R I   | 22  | Kirby and the Rainbow Paintbrush                           | Wii U                    | [ 33 ]        |
| J A N U A R I   | 22  | Satomi Hakkenden Murasamemaru no Ki                        | PSP                      | [ 34 ]        |
| J A N U A R I   | 22  | Root Rexx                                                  | PS Vita                  | [ 35 ]        |
| J A N U A R I   | 23  | Saints Row: Gat out of Hell                                | Win, PS3, PS4, X360, XBO | [ 29 ]        |
| J A N U A R I   | 23  | Saints Row IV: Re-Elected                                  | PS4, XBO                 | [ 29 ]        |
| J A N U A R I   | 27  | Dying Light                                                | Win                      | [ 36 ]        |
| J A N U A R I   | 27  | Dying Light                                                | PS4, XBO                 | [ 36 ]        |
| J A N U A R I   | 27  | Grim Fandango Remastered                                   | Win, Mac, Lin            | [ 37 ]        |
| J A N U A R I   | 27  | Grim Fandango Remastered                                   | PS4, PS Vita             | [ 37 ]        |
| J A N U A R I   | 28  | Dying Light (digitalt)                                     | PS4, XBO                 | [ 36 ]        |
| J A N U A R I   | 28  | Grim Fandango Remastered                                   | PS4, PS Vita             | [ 38 ]        |
| J A N U A R I   | 29  | Gunman Clive 2                                             | 3DS                      | [ 39 ] [ 40 ] |
| J A N U A R I   | 29  | Hitotsu Tobashi Ren'ai V                                   | PS Vita                  | [ 41 ]        |
| J A N U A R I   | 29  | Kokuchou no Psychedelica                                   | PS Vita                  | [ 42 ]        |
| J A N U A R I   | 29  | Kurogane Kaikitan: Senya Ichiya                            | PS Vita                  | [ 43 ]        |
| J A N U A R I   | 29  | Shin Megami Tensei: Devil Survivor 2: Record Breaker       | 3DS                      | [ 44 ]        |
| J A N U A R I   | 30  | Eden*                                                      | Win                      | [ 45 ]        |
| F E B R U A R I | 1   | There Came an Echo                                         | Win, Mac, Lin            | [ 46 ]        |
| F E B R U A R I | 5   | Dragon Ball Xenoverse                                      | PS3, PS4, X360, XBO      | [ 47 ]        |
| F E B R U A R I | 10  | Evolve                                                     | Win, PS4, XBO            | [ 48 ]        |
| F E B R U A R I | 11  | Gakuen Heaven: Boy's Love Scramble!                        | PS Vita                  | [ 49 ]        |
| F E B R U A R I | 11  | Rewrite                                                    | PS3                      | [ 50 ]        |
| F E B R U A R I | 12  | Daitoshokan no Hitsujikai Library Party                    | PS Vita                  | [ 51 ]        |
| F E B R U A R I | 12  | Hyakka Yakou                                               | PS Vita                  | [ 52 ]        |
| F E B R U A R I | 13  | Kirby and the Rainbow Paintbrush                           | Wii U                    | [ 33 ]        |
| F E B R U A R I | 17  | Dead or Alive 5 Last Round                                 | PS4, X360, XBO           | [ 53 ]        |
| F E B R U A R I | 17  | Total War: Attila                                          | Win                      | [ 54 ]        |
| F E B R U A R I | 19  | Dead or Alive 5 Last Round                                 | PS3, PS4, X360, XBO      | [ 53 ]        |
| F E B R U A R I | 19  | God Eater 2: Rage Burst                                    | PS Vita, PS4             | [ 55 ]        |
| F E B R U A R I | 19  | Otoko Yuukaku                                              | PS Vita                  | [ 56 ]        |
| F E B R U A R I | 20  | Dead or Alive 5 Last Round                                 | PS3, PS4, X360, XBO      | [ 53 ]        |
| F E B R U A R I | 20  | The Order: 1886                                            | PS4                      | [ 57 ]        |
| F E B R U A R I | 24  | Dead or Alive 5 Last Round                                 | PS3                      | [ 58 ]        |
| F E B R U A R I | 24  | Dragon Ball Xenoverse                                      | PS3, PS4, X360, XBO      | [ 59 ]        |
| F E B R U A R I | 24  | Dynasty Warriors 8 Empires                                 | PS3, PS4, XBO            | [ 60 ]        |
| F E B R U A R I | 24  | Hyperdevotion Noire: Goddess Black Heart                   | PS Vita                  | [ 61 ]        |
| F E B R U A R I | 24  | Under Night In-Birth Exe: Late                             | PS3                      | [ 62 ]        |
| F E B R U A R I | 26  | Diabolik Lovers Dark Fate                                  | PS Vita                  | [ 63 ]        |
| F E B R U A R I | 26  | Kin'iro no Corda 3                                         | 3DS                      | [ 64 ]        |
| F E B R U A R I | 26  | Ozmafia!! Vivace                                           | PS Vita                  | [ 65 ]        |
| F E B R U A R I | 26  | Parfait                                                    | PS Vita                  | [ 66 ]        |
| F E B R U A R I | 27  | Dragon Ball Xenoverse                                      | Win                      | [ 67 ] [ 59 ] |
| F E B R U A R I | 27  | Dragon Ball Xenoverse                                      | PS3, PS4, X360, XBO      | [ 67 ]        |
| F E B R U A R I | 27  | Dying Light (fysiskt)                                      | PS4, XBO                 | [ 36 ]        |
| F E B R U A R I | 27  | Dynasty Warriors 8 Empires                                 | Win                      | [ 60 ] [ 68 ] |
| F E B R U A R I | 27  | Dynasty Warriors 8 Empires                                 | PS3, PS4, XBO            | [ 68 ]        |
| F E B R U A R I | 27  | Hyperdevotion Noire: Goddess Black Heart                   | PS Vita                  | [ 61 ]        |
| F E B R U A R I | 27  | Under Night In-Birth Exe: Late                             | PS3                      | [ 69 ]        |
| M A R S         | 3   | Screamride                                                 | X360, XBO                | [ 70 ]        |
| M A R S         | 4   | Gunman Clive 2                                             | 3DS                      | [ 71 ]        |
| M A R S         | 5   | Etrian Mystery Dungeon                                     | 3DS                      | [ 72 ]        |
| M A R S         | 5   | Screamride                                                 | X360, XBO                | [ 70 ]        |
| M A R S         | 5   | Shin Tennis no Ouji-sama: Go to the Top                    | 3DS                      | [ 73 ]        |
| M A R S         | 6   | Screamride                                                 | X360, XBO                | [ 70 ]        |
| M A R S         | 10  | Atelier Shallie: Alchemists of the Dusk Sea                | PS3                      | [ 24 ]        |
| M A R S         | 10  | Hanachirasu                                                | Win                      | [ 74 ]        |
| M A R S         | 10  | Starless: Nymphomaniac's Paradise                          | Win                      | [ 75 ]        |
| M A R S         | 10  | Tokyo Twilight Ghost Hunters                               | PS3, PSVita              | [ 76 ]        |
| M A R S         | 12  | Assassination Classroom: Koro-sensei Dai Hōimō             | 3DS                      | [ 77 ]        |
| M A R S         | 12  | Harukanaru Toki no Naka De 6                               | PSP, PS Vita             | [ 78 ] [ 79 ] |
| M A R S         | 12  | Higurashi no Naku Koro ni Sui                              | PS3, PS Vita             | [ 80 ]        |
| M A R S         | 12  | Uta no Prince-sama: All Star After Secret                  | PSP                      | [ 81 ]        |
| M A R S         | 13  | Atelier Shallie: Alchemists of the Dusk Sea                | PS3                      | [ 82 ]        |
| M A R S         | 13  | Code Name: S.T.E.A.M.                                      | 3DS                      | [ 83 ]        |
| M A R S         | 13  | Tokyo Twilight Ghost Hunters                               | PS3, PSVita              | [ 76 ]        |
| M A R S         | 17  | Battlefield Hardline                                       | Win, PS3, PS4, X360, XBO | [ 84 ]        |
| M A R S         | 17  | Final Fantasy Type-0 HD                                    | PS4, XBO                 | [ 85 ]        |
| M A R S         | 19  | Battlefield Hardline                                       | Win, PS3, PS4, X360, XBO | [ 84 ]        |
| M A R S         | 19  | Final Fantasy Type-0 HD                                    | PS4, XBO                 | [ 86 ]        |
| M A R S         | 19  | Irotoridori no Sekai: World's End - Re:Birth               | PS Vita                  | [ 87 ]        |
| M A R S         | 20  | Battlefield Hardline                                       | Win, PS3, PS4, X360, XBO | [ 84 ]        |
| M A R S         | 20  | Final Fantasy Type-0 HD                                    | PS4, XBO                 | [ 85 ]        |
| M A R S         | 24  | Bloodborne                                                 | PS4                      | [ 88 ]        |
| M A R S         | 25  | Bloodborne                                                 | PS4                      | [ 88 ]        |
| M A R S         | 26  | Bloodborne                                                 | PS4                      | [ 88 ]        |
| M A R S         | 26  | Deception IV: The Nightmare Princess                       | PS3, PS4, PS Vita        | [ 89 ]        |
| M A R S         | 26  | Fureraba: Friend to Lover                                  | PS Vita                  | [ 90 ]        |
| M A R S         | 26  | Ken ga Kimi for V                                          | PS Vita                  | [ 91 ]        |
| M A R S         | 26  | Monster Hunter 4 Ultimate                                  | 3DS                      | [ 92 ]        |
| M A R S         | 26  | Shinsouban Okashi na Shima no Peter Pan: Sweet Never Land  | PS Vita                  | [ 93 ]        |
| M A R S         | 26  | Yoiyo Mori no Hime                                         | PSP                      | [ 94 ]        |
| M A R S         | 27  | Bloodborne                                                 | PS4                      | [ 88 ]        |
| M A R S         | 27  | Inazuma Eleven Go: Chrono Stones Wildfire och Thunderflash | 3DS                      | [ 95 ]        |
| M A R S         | 30  | Dead or Alive 5 Last Round                                 | Win                      | [ 96 ]        |
| M A R S         | 31  | Story of Seasons                                           | 3DS                      | [ 97 ]        |

### April–juni
| Månad     | Dag                                                                        | Titel                                                     | Plattform(ar) | Källa           |
| A P R I L | 2                                                                          | Boxboy!                                                   | 3DS           | [ 98 ]          |
| A P R I L | 2                                                                          | Norn 9: Norn + Nonette: Last Era                          | PS Vita       | [ 99 ]          |
| A P R I L | 2                                                                          | Xenoblade Chronicles 3D                                   | N3DS          | [ 100 ] [ 101 ] |
| A P R I L | 7                                                                          | Etrian Mystery Dungeon                                    | 3DS           | [ 102 ]         |
| A P R I L | 9                                                                          | Xblaze Lost: Memories                                     | PS3, PS Vita  | [ 103 ]         |
| A P R I L | 10                                                                         | Xenoblade Chronicles 3D                                   | N3DS          | [ 104 ]         |
| A P R I L | 14                                                                         | Grand Theft Auto V                                        | Win           | [ 105 ]         |
| A P R I L | 14                                                                         | Mortal Kombat X                                           | Win, PS4, XBO | [ 106 ]         |
| A P R I L | 21                                                                         | Sayonara Umihara Kawase +                                 | PS Vita       | [ 107 ]         |
| A P R I L | 23                                                                         | Gakuen Heaven 2: Double Scramble!                         | PSP, PS Vita  | [ 108 ] [ 109 ] |
| A P R I L | 23                                                                         | Sayonara Umihara Kawase +                                 | PS Vita       | [ 110 ]         |
| A P R I L | 23                                                                         | Shinsouban Crimson Empire: Circumstances to Serve a Noble | PS Vita       | [ 111 ]         |
| A P R I L | 23                                                                         | Meiji Tokyo Renka Twilight Kiss                           | PSP           | [ 112 ]         |
| A P R I L | 24                                                                         | Shantae and the Pirate's Curse                            | Win           | [ 113 ]         |
| A P R I L | 28                                                                         | Ys VI: The Ark of Napishtim                               | Win           | [ 114 ]         |
| A P R I L | 29                                                                         | Xenoblade Chronicles X                                    | Wii U         | [ 115 ]         |
| A P R I L | 30                                                                         | Hakuisei Aijou Isonshou                                   | PS Vita       | [ 116 ]         |
| A P R I L | 30                                                                         | Hanayaka Nari, Waga Ichizoku: Modern Nostalgie            | PS Vita       | [ 117 ]         |
| M A J     | 5                                                                          | Moe Chronicle                                             | PS Vita       | [ 118 ]         |
| M A J     | 8                                                                          | Kirby and the Rainbow Paintbrush                          | Wii U         | [ 119 ]         |
| M A J     | 9                                                                          | Kirby and the Rainbow Paintbrush                          | Wii U         | [ 119 ]         |
| M A J     | 12                                                                         | Attack on Titan: Humanity in Chains                       | 3DS           | [ 120 ]         |
| M A J     | 13                                                                         | Fullblox                                                  | 3DS           | [ 121 ]         |
| M A J     | 14                                                                         | Code Name: S.T.E.A.M.                                     | 3DS           | [ 122 ]         |
| M A J     | 15                                                                         | Code Name: S.T.E.A.M.                                     | 3DS           | [ 83 ]          |
| M A J     | 15                                                                         | Fullblox                                                  | 3DS           | [ 123 ] [ 124 ] |
| M A J     | 19                                                                         | The Witcher 3: Wild Hunt                                  | Win, PS4, XBO | [ 125 ]         |
| M A J     | 21                                                                         | Abunai Koi no Sousashitsu: Eternal Happiness              | PS Vita       | [ 126 ]         |
| M A J     | 21                                                                         | Makai Shin Trillion                                       | PS Vita       | [ 127 ]         |
| M A J     | 26                                                                         | Akiba's Trip: Undead & Undressed                          | Win           | [ 128 ]         |
| M A J     | 26                                                                         | Guilty Gear XX Accent Core Plus R                         | Win           | [ 129 ]         |
| M A J     | 26                                                                         | Ultra Street Fighter IV                                   | PS4           | [ 130 ]         |
| M A J     | 28                                                                         | Psycho-Pass: Mandatory Happiness                          | XBO           | [ 131 ]         |
| M A J     | 28                                                                         | Splatoon                                                  | Wii U         | [ 132 ]         |
| M A J     | 29                                                                         | Hyperdimension Neptunia Re;Birth 2: Sisters Generation    | Win           | [ 133 ]         |
| M A J     | 29                                                                         | Splatoon                                                  | Wii U         | [ 134 ] [ 135 ] |
| M A J     | 29                                                                         | The Fruit of Grisaia                                      | Win           | [ 136 ]         |
| M A J     | 30                                                                         | Splatoon                                                  | Wii U         | [ 137 ]         |
| M A J     | TBA                                                                        | Chaos Reborn                                              | Win, Mac, Lin | [ 138 ]         |
| M A J     | TBA                                                                        | Rise of Mana                                              | PS Vita       | [ 139 ]         |
| J U N I   |                                                                            |                                                           |               |                 |
| 4         | Atelier Rorona: The Alchemist of Arland                                    | 3DS                                                       | [ 140 ]       |                 |
| 4         | Fushigi no Dungeon: Fūrai no Shiren 5 Plus: Fortune Tower to Unmei no Dice | PS Vita                                                   | [ 141 ]       |                 |
| 5         | D4: Dark Dreams Don't Die                                                  | Win                                                       | [ 142 ]       |                 |
| 5         | Operation Abyss: New Tokyo Legacy                                          | PS Vita                                                   | [ 143 ]       |                 |
| 5         | Steins;Gate                                                                | PS3, PS Vita                                              | [ 144 ]       |                 |
| 9         | Operation Abyss: New Tokyo Legacy                                          | PS Vita                                                   | [ 143 ]       |                 |
| 11        | Genso no Rondo                                                             | PS4                                                       | [ 145 ]       |                 |
| 23        | Batman: Arkham Knight                                                      | PS4, XBO, Win                                             | [ 146 ]       |                 |
| 23        | Devil May Cry 4: Special Edition                                           | PS4, XBO, Win                                             | [ 147 ]       |                 |
| 24        | Samurai Warriors Chronicles 3                                              | PS Vita, 3DS                                              | [ 148 ]       |                 |
| 25        | Chaos;Child                                                                | PS3, PS4, PS Vita                                         | [ 149 ]       |                 |
| 25        | Fire Emblem Fates                                                          | 3DS                                                       | [ 150 ]       |                 |
| 25        | Fushigi no Gensokyo                                                        | PS Vita                                                   | [ 151 ]       |                 |
| 25        | Persona 4: Dancing All Night                                               | PS Vita                                                   | [ 152 ]       |                 |
| 30        | Hyperdimension Neptunia Re;Birth 3: V Generation                           | PS Vita                                                   | [ 153 ]       |                 |
| TBA       | Superhot                                                                   | Win, Mac, Lin, XBO                                        | [ 154 ]       |                 |

### Juli–september
| Månad             | Dag | Titel                                                                                    | Plattform(ar)                     | Källa           |
| J U L I           | 1   | Ar nosurge Plus: Ode to an Unborn Star                                                   | PS Vita                           | [ 155 ]         |
| J U L I           | 2   | Ar nosurge Plus: Ode to an Unborn Star                                                   | PS Vita                           | [ 155 ]         |
| J U L I           | 2   | Hakuouki: Reimeiroku Omohase Sora                                                        | PS Vita                           | [ 156 ]         |
| J U L I           | 3   | Hyperdimension Neptunia Re;Birth 3: V Generation (fysiskt)                               | PS Vita                           | [ 153 ]         |
| J U L I           | 8   | Hyperdimension Neptunia Re;Birth 3: V Generation (digitalt)                              | PS Vita                           | [ 153 ]         |
| J U L I           | 9   | The Great Ace Attorney: Adventures (Dai Gyakuten Saiban: Naruhodou Ryuunosuke no Bouken) | 3DS                               | [ 157 ]         |
| J U L I           | 14  | Deception IV: The Nightmare Princess                                                     | PS3, PS4, PS Vita                 | [ 158 ]         |
| J U L I           | 17  | Deception IV: The Nightmare Princess                                                     | PS3, PS4, PS Vita                 | [ 158 ]         |
| J U L I           | 28  | Lost Dimension                                                                           | PS3, PS Vita                      | [ 159 ]         |
| J U L I           | 30  | Corpse Party                                                                             | 3DS                               | [ 160 ]         |
| J U L I           | 30  | Fushigi no Chronicle: Furikaerimasen Katsu Madewa                                        | PS4, PS Vita                      | [ 161 ]         |
| A U G U S T I     | 4   | Etrian Odyssey 2 Untold: The Fafnir Knight                                               | 3DS                               | [ 162 ]         |
| A U G U S T I     | 10  | American Truck Simulator                                                                 | Win                               | [ 163 ]         |
| A U G U S T I     | 20  | Super Robot Wars BX                                                                      | 3DS                               | [ 164 ]         |
| A U G U S T I     | 21  | Little Battlers Experience                                                               | 3DS                               | [ 165 ]         |
| A U G U S T I     | 25  | Until Dawn                                                                               | PS4                               | [ 166 ]         |
| A U G U S T I     | 26  | Until Dawn                                                                               | PS4                               | [ 166 ]         |
| A U G U S T I     | 27  | Dragon Quest VIII: Journey of the Cursed King                                            | 3DS                               | [ 167 ]         |
| A U G U S T I     | 27  | Yoru no Nai Kuni                                                                         | PS3, PS4, PS Vita                 | [ 168 ]         |
| A U G U S T I     | 28  | Lost Dimension                                                                           | PS3, PS Vita                      | [ 169 ]         |
| A U G U S T I     | 28  | Until Dawn                                                                               | PS4                               | [ 166 ]         |
| A U G U S T I     | TBA | Amnesia: Memories                                                                        | PS Vita                           | [ 170 ]         |
| S E P T E M B E R | 1   | Danganronpa Another Episode: Ultra Despair Girls                                         | PS Vita                           | [ 171 ]         |
| S E P T E M B E R | 1   | Metal Gear Solid V: The Phantom Pain                                                     | Win, PS3, PS4, Xbox 360, Xbox One | [ 172 ]         |
| S E P T E M B E R | 1   | Nobunaga's Ambition: Sphere of Influence                                                 | Win, PS3, PS4                     | [ 173 ]         |
| S E P T E M B E R | 4   | Danganronpa Another Episode: Ultra Despair Girls                                         | PS Vita                           | [ 171 ]         |
| S E P T E M B E R | 4   | Nobunaga's Ambition: Sphere of Influence                                                 | Win, PS3, PS4                     | [ 173 ]         |
| S E P T E M B E R | 8   | Hatsune Miku: Project Mirai DX                                                           | 3DS                               | [ 174 ]         |
| S E P T E M B E R | 11  | Hatsune Miku: Project Mirai DX                                                           | 3DS                               | [ 174 ]         |
| S E P T E M B E R | 15  | Undertale                                                                                | Win, OS X                         | [ 175 ] [ 176 ] |
| S E P T E M B E R | 17  | Nanairo Reincarnation                                                                    | PS Vita                           | [ 177 ]         |
| S E P T E M B E R | 22  | Rodea the Sky Soldier                                                                    | Wii, Wii U, 3DS                   | [ 178 ] [ 179 ] |
| S E P T E M B E R | 24  | Utawarerumono: Itsuwari no Kame                                                          | TBA                               | [ 180 ]         |
| S E P T E M B E R | 25  | Rodea the Sky Soldier                                                                    | Wii, Wii U, 3DS                   | [ 178 ] [ 179 ] |
| S E P T E M B E R | TBA | Mario Maker                                                                              | Wii U                             | [ 181 ] [ 182 ] |

### Oktober–december
| Månad           | Dag | Titel                                                          | Plattform(ar)                        | Källa   |
| O K T O B E R   | 2   | Samurai Warriors 4-II                                          | Win, PS3, PS4, PS Vita               | [ 183 ] |
| O K T O B E R   | 13  | Dragon Quest Heroes: The World Tree's Woe and the Blight Below | PS4                                  | [ 184 ] |
| O K T O B E R   | 22  | Just Dance 2016                                                | Wii, Wii U, PS3, PS4, X360, XBO      | [ 185 ] |
| O K T O B E R   | TBA | Chibi-Robo: Zip Lash                                           | 3DS                                  | [ 186 ] |
| O K T O B E R   | TBA | Clannad                                                        | Win                                  | [ 187 ] |
| N O V E M B E R | 6   | Call of Duty: Black Ops III                                    | Win, PS4, XBO                        | [ 188 ] |
| N O V E M B E R | 17  | Star Wars Battlefront                                          | Win, PS4, XBO                        | [ 189 ] |
| N O V E M B E R | 19  | Girl Friend Beta: Kimi to Sugosu Natsuyasumi                   | PS Vita                              | [ 190 ] |
| N O V E M B E R | 20  | Star Wars Battlefront                                          | Win, PS4, XBO                        | [ 191 ] |
| N O V E M B E R | 26  | Kancolle Kai                                                   | PS Vita                              | [ 192 ] |
| N O V E M B E R | TBA | Adventure Time: Finn & Jake Investigations                     | Win, PS3, PS4, X360, XBO, Wii U, 3DS | [ 193 ] |
| N O V E M B E R | TBA | Little Battlers Experience                                     | 3DS                                  | [ 165 ] |
| D E C E M B E R | 10  | Romance of the Three Kingdoms XIII                             | Win, PS3, PS4                        | [ 194 ] |
| D E C E M B E R | 10  | Steins;Gate 0                                                  | PS3, PS4, PS Vita                    | [ 195 ] |
| D E C E M B E R | 17  | Jojo's Bizarre Adventure: Eyes of Heaven                       | PS3, PS4                             | [ 196 ] |
| D E C E M B E R | 26  | Genei Ibun Roku ♯FE                                            | Wii U                                | [ 197 ] |